# Eugeen Yoors
Eugeen Yoors (oorspr. Joors, Antwerpen, 7 november 1879 – Berchem, 1 april 1975) was een Vlaams kunstschilder, tekenaar, graveur en glazenier - internationaal befaamd glasschilder en Stichtend lid van de Pelgrimbeweging (1924-1932).

## Levensloop
Yoors bracht zijn jeugd door in Sevilla in Spanje, waar zijn vader fabrieksdirecteur was. Hij werd opgevoed in het Spaans en het Frans en volgde lessen aan de academie in Sevilla. In 1899 kwam hij naar Antwerpen terug en studeerde daar aan de academie en aan het Hoger Kunstinstituut. Yoors studeerde daarna ook nog verschillende jaren aan de École nationale supérieure des beaux-arts in Parijs. Tijdens dit Parijse verblijf maakte hij kennis met de romancier Joris-Karl Huysmans, de polemist Leon Bloy en met Joséphin Péladan, stichter van een katholieke Rozenkruisersbeweging. Hij maakte ook nog reizen naar Engeland, Duitsland, Zwitserland en Nederland. In 1907 vestigde hij zich definitief in Antwerpen.
In 1905 ontmoette hij de jonge architect-kunstschilder Flor Van Reeth. Beide werden stichtend lid van de Boechoutse kunstkring 'Streven'. Op een der tentoonstellingen aldaar kwamen Yoors en Van Reeth in contact met de prille auteur Felix Timmermans. Ze deelden dezelfde opvattingen over kunst, religie en mysticisme en sloten een levenslange vriendschap. Met Flor Van Reeth werd Yoors medestichter in 1908 van de Confrérie rosicrucienne La Rosace en van de Antwerpse kunstkring Scalden. In 1913 richtten ze Le scarabée d’Or op, een werkplaats voor bouw- en versierkunst.
Na de inval van de Duitsers in 1914, verbleef Yoors als militair vluchteling in Kamp Amersfoort, waar hij meer dan 500 tekeningen maakte van soldaten. In 1918 trouwde hij met de kunstenares Magda Peeters (1892-1989) en kort daarna, om zijn jong gezin te onderhouden, concentreerde hij zich op het maken van glasramen.
In 1925 vormde Yoors samen met onder anderen Flor Van Reeth, Felix Timmermans, Ernest Van der Hallen, Anton Van de Velde en Gerard Walschap de kerngroep van de vooruitstrevende katholieke kunstenaarsvereniging De Pelgrim, een genootschap van kunstenaars die het christelijk geloof beleden in artistiek verantwoorde plastische, literaire en muzikale werken; een beweging die met haar manifest de internationale aandacht trok.

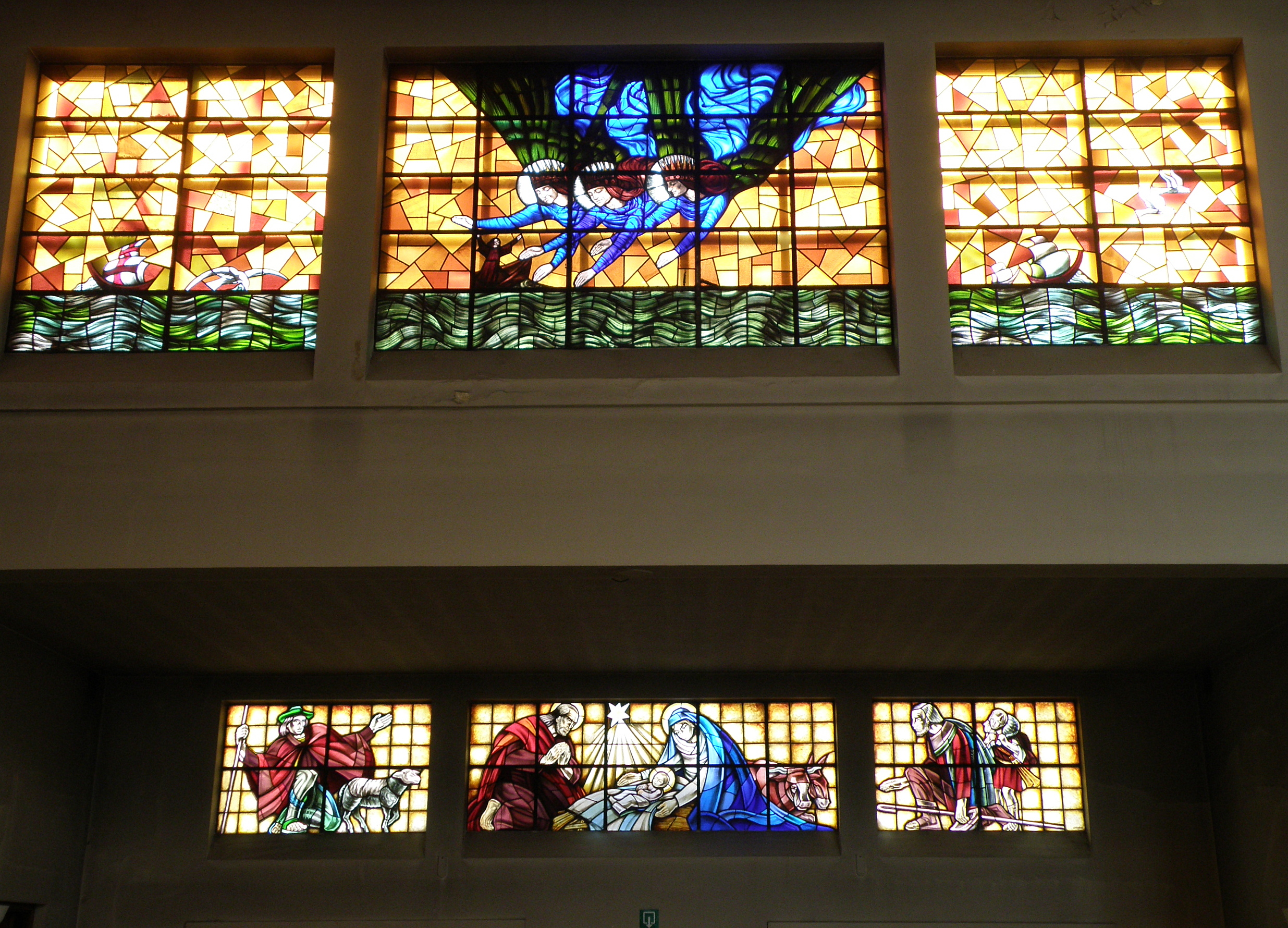
Glasramen in de Sint-Walburgiskerk te Antwerpen
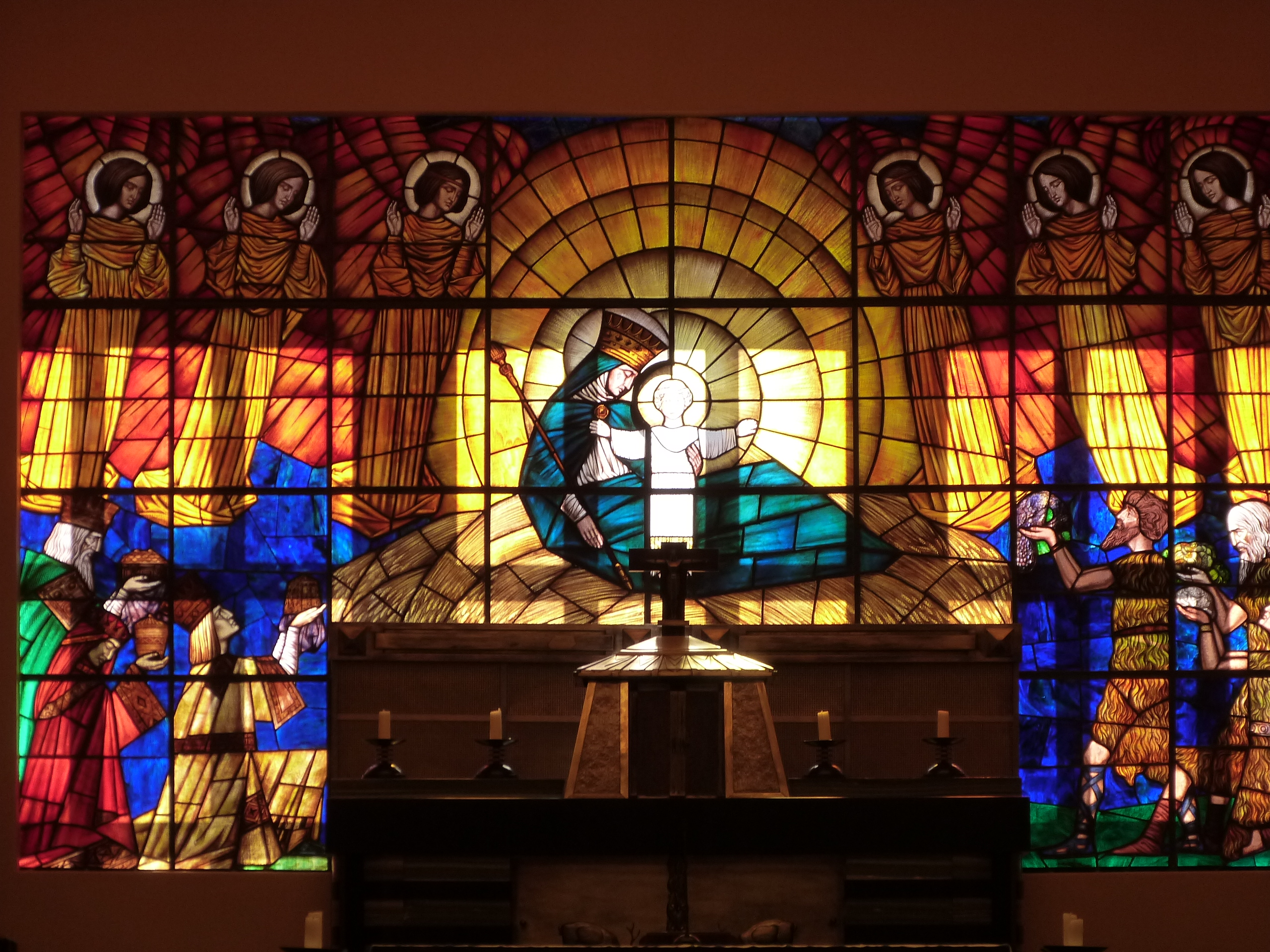
Onze-Lieve-Vrouw Boodschap, Heverlee
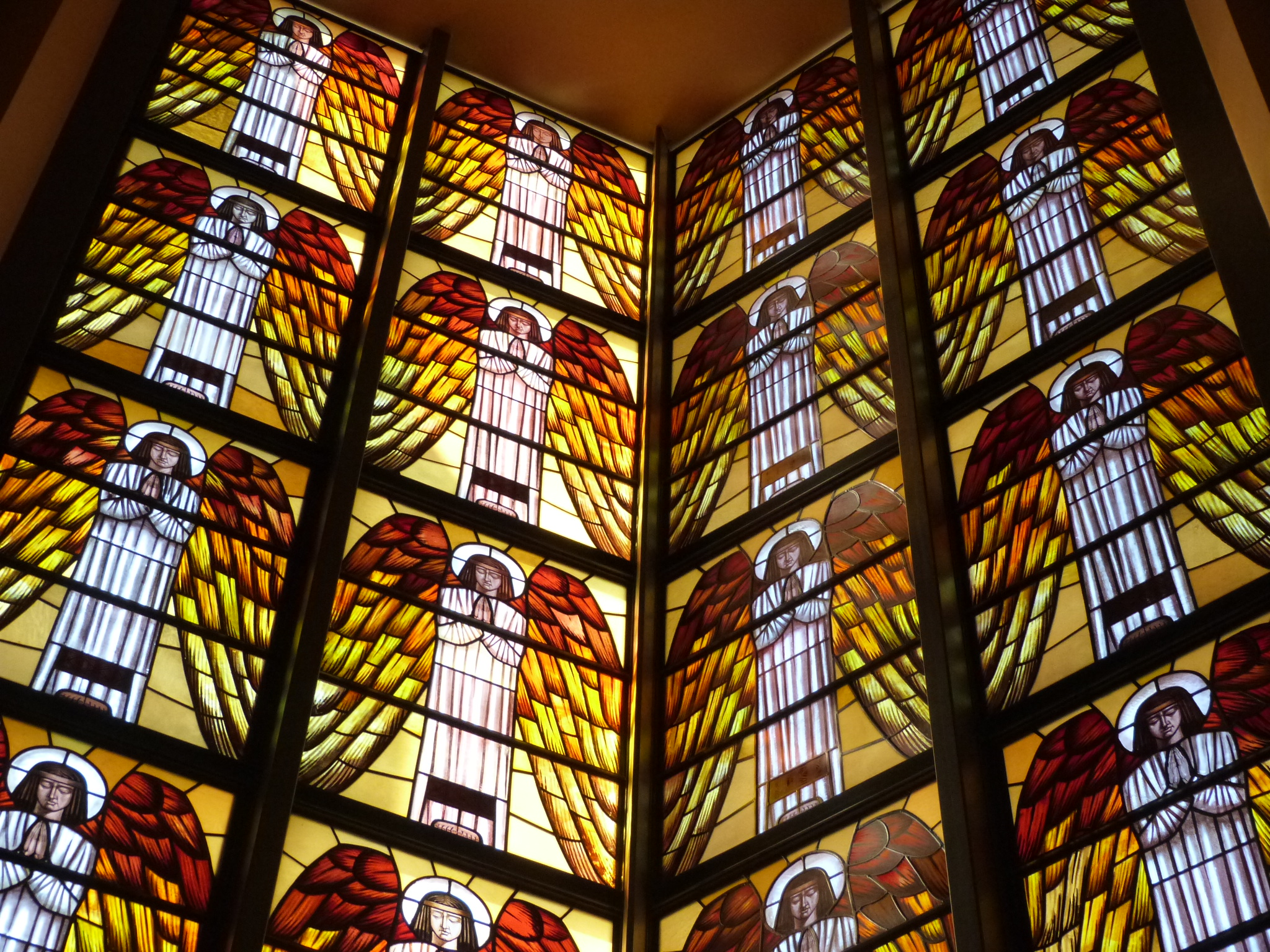
Onze-Lieve-Vrouw Boodschap, Heverlee
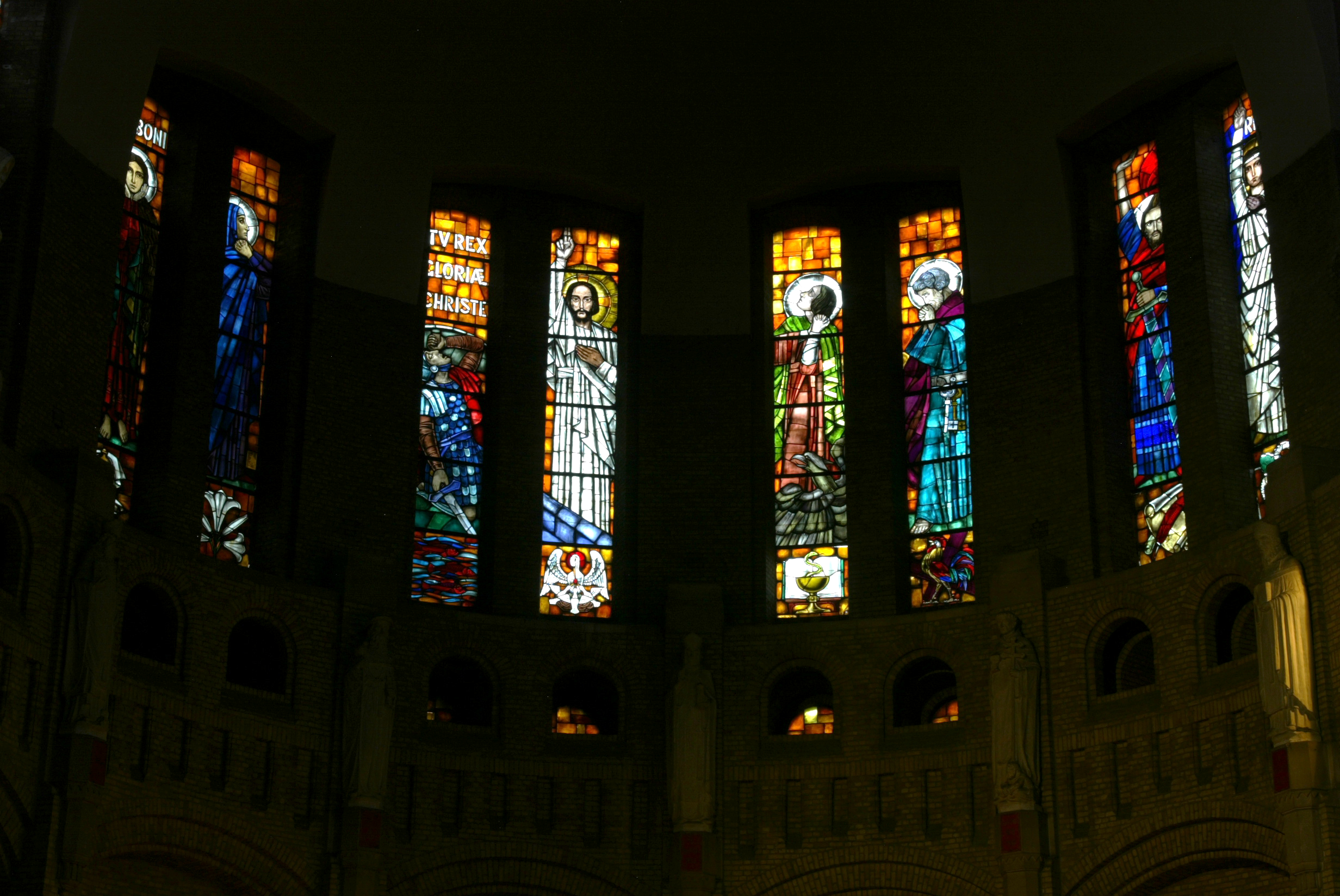
Glasramen in de Christus Koningkerk te Antwerpen
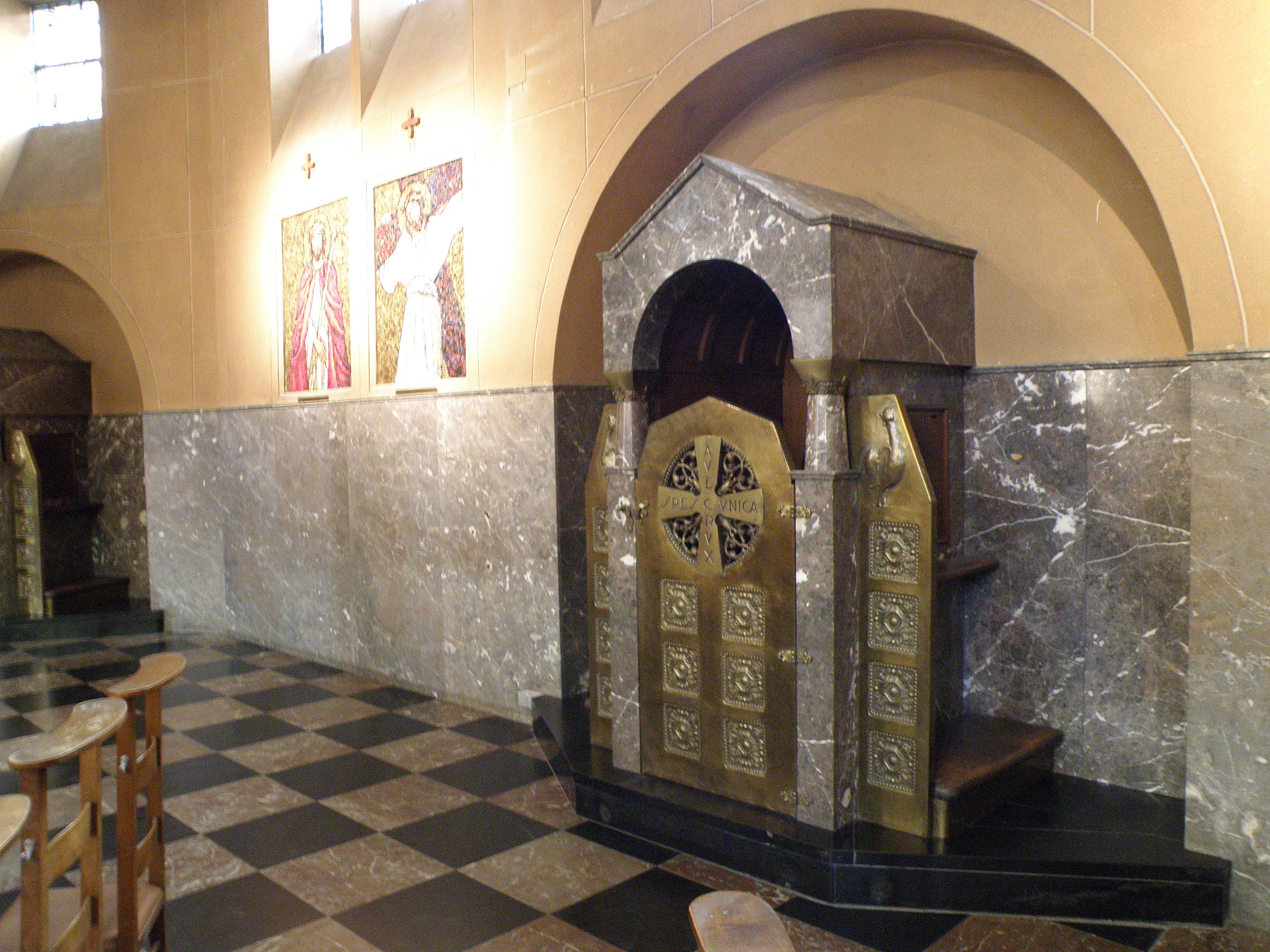
Kruiswegmozaïek Sint-Laurentiuskerk, Antwerpen

Yoors werd vooral bekend om zijn vernieuwende stijl en techniek in de glazenierskunst in België. Van hem zijn glasramen bekend in België, Engeland, Mexico en Zaïre. Bekend zijn onder andere de glasramen in de kapel van de Sint-Laurentiuskerk in Antwerpen. In samenwerking met architect Flor Van Reeth ontwierp hij de glasramen voor de kapel van het Heilig Hartinstituut van de zusters Annunciaten in Heverlee (450 m² glasramen), de kapel van het Sint-Aloysiuscollege te Ninove, de Sint-Walburgiskerk, het Sint-Lievenscollege, de Christus-Koningkerk en de Sint-Ludgardisschool in Antwerpen. Bij de uitbreiding van de Sint-Ludgardisschool in de jaren 90 werden deze glasramen afgebroken en opgeborgen. Ze werden later echter gerestaureerd en in 2001 opnieuw geïntegreerd in een vernieuwde ruimte in de school.
In zijn laatste levensjaren maakte Yoors talrijke ontwerpen, gouache op karton, voor de Kathedraal van de Wereldvrede, een onuitgevoerd gebleven project van Flor Van Reeth.
Eugeen Yoors was de vader van de in New York werkende beeldhouwer, schilder en wandtapijtenmaker Jan Yoors.